# Казе Мороцо (Торино)
Казе Мороцо је насеље у Италији у округу Торино, региону Пијемонт.
Према процени из 2011. у насељу је живело 16 становника. Насеље се налази на надморској висини од 493 м.